# 代理市长
《代理市长》（英語：Dai li shi zhang）是中国在1985年拍摄的电影，由杨在葆执导兼出演的一部作品，该作主要讲述的是文化大革命后，成为市长的肖子云决定发展经济的故事。

## 剧情介绍
改革开放开始后，华侨出身的肖子云成为了代理市长，并决定发展经济。
虽说他的所作所为遭到了当时很多人的质疑，不过他还是决定继续下去。

## 演员
- 许还山
- 杨在葆
- 潘伟行
- 冯汉元
- 孙少伟
- 赵越
- 陈丽明
- 智一桐
- 于伟夫
- 王少敏
- 辛静
- 刘玉

## 职员
- 制片人：马林
- 音乐：陈毓麟、吕其明、王永吉
- 摄影：黄心一、张品印、王福琛
- 剪辑：苏鸿文、周梅平
- 美术：王继贤 、高德忠、张先春
- 服装：刘建华
- 化妆：王立秋、王希钟
- 制片管理：许还山、高荣喜
- 音效：关树新、杨来祥、刘士达

## 所获奖项
- 该作在第9届大众电影百花奖中，杨在葆获得最佳男演员奖。